# Font dels Nens
La font dels Nens, també coneguda com a Gerro amb nens, és una escultura situada al parc de la Ciutadella de Barcelona. Obra de Josep Reynés de 1893, és una de les escultures més populars del parc i està catalogada com a bé cultural d'interès local.

## Història i descripció

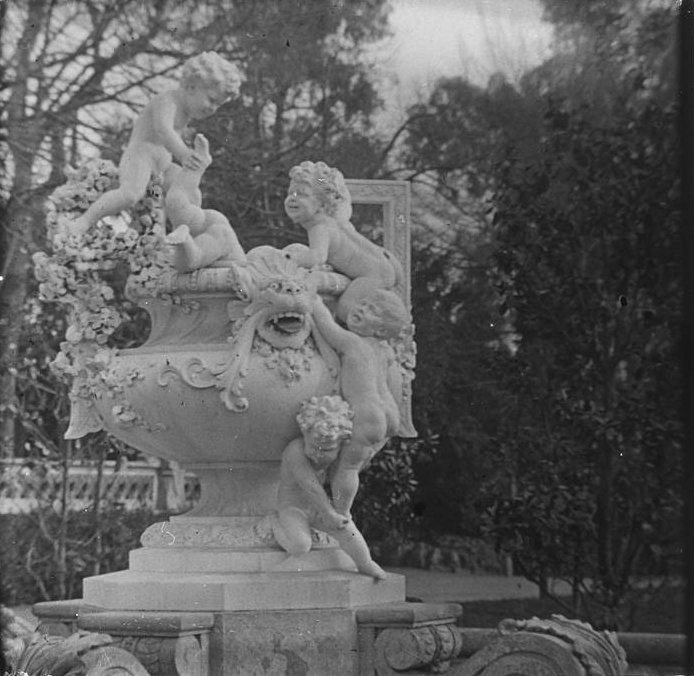
Foto històrica de l'escultura, obra de Josep Salvany (1924)

La font està situada al passeig de les Magnòlies del parc, enfront del Castell dels Tres Dragons, obra de Lluís Domènech i Montaner que va servir de cafè-restaurant durant la celebració de l'Exposició Universal de 1888. Per a la seva confecció, el maig de 1891 es va dipositar un bloc de marbre de 400 quintars a la ubicació del pavelló del Cercle del Liceu durant l'Exposició. Reynés va modelar l'obra, que tenia finalitzada al juliol d'aquell any, tot i que el conjunt de la font no es va finalitzar fins al desembre, i va ser inaugurada ja el 1893.
En un estany de forma octogonal i sobre un pedestal de quatre braços decorat amb volutes s'alça l'escultura, un gran gerro sobre el qual pugen uns nens nus, uns pujant i uns altres que ja es troben a dalt. En un lateral, el nen d'abaix posa les dues mans per impulsar a un altre que s'encimbella al gerro, mentre que un tercer es troba ja en la vora; a dalt, hi ha un nen dempeus, mentre un altre està tombat apuntant el cap fora, i un tercer es capbussa en l'aigua del gerro, amb les cames per fora. L'obra és d'un gran dinamisme i minuciositat de detalls, d'aspecte informal i decoratiu, trencant amb la seriosa monumentalitat de la major part d'obres escultòriques del parc. L'autor va saber donar als nens una gran varietat de gestos i expressions, amb un viu realisme tant en el moviment de les figures com en el treball anatòmic dels infants, així com en els múltiples detalls decoratius del gerro.